# Priolepis semidoliata
Priolepis semidoliata là một loài cá biển thuộc chi Priolepis trong họ Cá bống trắng. Loài này được mô tả lần đầu tiên vào năm 1837.

## Từ nguyên
Từ định danh semidoliata được ghép bởi hai âm tiết trong tiếng Latinh: semi ("một nửa") và doliata ("hình thùng tròn"), hàm ý đề cập đến các sọc màu sáng bao quanh nửa trước cơ thể của loài cá này như các đai của thùng tô nô.

## Phân bố và môi trường sống
P. semidoliata có phân bố rộng khắp vùng Ấn Độ Dương - Thái Bình Dương, từ Biển Đỏ và Mozambique trải dài về phía đông đến quần đảo Pitcairn, giới hạn phía bắc đến miền nam Nhật Bản và phía nam đến Úc. Ở Việt Nam, loài này được biết đến tại vịnh Nha Trang.
P. semidoliata sống trong các hang hốc của rạn san hô, độ sâu đến ít nhất là 30 m.

## Mô tả
Chiều dài lớn nhất được ghi nhận ở P. semidoliata là 2,5 cm. Đầu màu nâu, chuyển dần sang vàng ở thân. Có 2 sọc trắng: trên nắp mang và gốc vây ngực nối lại phía sau mắt. Có 7 sọc trắng viền đen trên đầu và 4–5 vạch tương tự trên thân, giữa các vạch này có nhiều chấm nâu đen. Các vây màu cam nhạt với các hắc sắc tố mờ, đặc biệt là trên vây lưng.
Số gai vây lưng: 7; Số tia vây lưng: 8–9; Số gai vây hậu môn: 1; Số tia vây hậu môn: 7; Số tia vây ngực: 17–18.

## Sinh thái
Sự thay đổi giới tính hai chiều được ghi nhận ở P. semidoliata. Trong các cặp cái-cái, cá thể lớn hơn chuyển đổi thành con đực, còn trong các cặp đực-đực, cá thể nhỏ hơn chuyển đổi thành con cái. Tuyến sinh dục của P. semidoliata đồng thời hình thành cả buồng trứng và tinh hoàn. Điều này cho thấy chúng là loài đơn phối ngẫu.

## Sử dụng
P. semidoliata là một thành phần trong ngành thương mại cá cảnh.